# Szanag
Szanag (Shanag ashile) – teropod z rodziny dromeozaurów (Dromaeosauridae).
Żył w epoce wczesnej kredy (ok. 130 mln lat temu) na terenach centralnej Azji. Jego szczątki znaleziono w Mongolii.
Znany tylko dzięki niekompletnej czaszce. Był to zaawansowany dromeozaur, blisko spokrewniony z sinornitozaurem, mikroraptorem oraz praptakiem Archaeopteryx.